# 백제1로
백제1로(Baekje 1-ro)는 전북특별자치도 익산시 팔봉동 석왕교차로 에서 익산시 삼가면 갈산교차로를 잇는 도로이다

## 주요 경유지
전북특별자치도
- 익산시 (팔봉동 . 금마면 .  삼가면)

## 노선
| 이름        | 접속 노선                 | 소재지 | 소재지 | 비고 |
| ----------- | ------------------------- | ------ | ------ | ---- |
| 갈산 교차로 | 지방도 제722호선 (황금로) | 익산시 | 삼가면 |      |
| 각봉 교차로 | 길산길                    | 익산시 | 금마면 |      |
| 탑천1교     |                           | 익산시 | 팔봉동 |      |
| 중왕 교차로 | 은기길                    | 익산시 | 팔봉동 |      |
| 은원1교     |                           | 익산시 | 팔봉동 |      |
| 신왕 교차로 | 무왕로33번길              | 익산시 | 팔봉동 |      |
| 석왕 교차로 | 지방도 제720호선 (무왕로) | 익산시 | 팔봉동 |      |